# S/S Anten
S/S Anten var ett svenskt lastfartyg som torpederades 1940 i Nordatlanten varvid en besättningsman omkom.

## Historik
Anten var Rederi Transatlantics största ångfartyg, till storleken den tredje i ordningen av Sveriges lastångare och den största svenska ångare som dittills sänkts. Hon var byggd hos W.Doxford i Sunderland för Rederi AB Transatlantic. Antens förste befälhavare var kapten H. Larsson. Han hade fått sitt första befäl inom rederiet på ångaren Viken, som någon tid därefter torpederades under första världskriget. Därefter fick han befälet på ångaren Siljan, vilken långt senare torpederades i andra världskriget under namnet S/S Dalarö. Efter befälet på Siljan hade kapten Larsson fört befälet på Anten fram till 1924. På Anten kom sedan befälet att tillhöra kapten T. Bäckström som senare överlämnade befälet till kapten R.W. Nordin, som förde ångaren till dess sista resa.
Julen 1937 lastade Anten i Iggesund för avgång mot Amerika. På utgående från Iggesund fick hon grundkänning, kom flott men måste sättas på grund, då fartyget hade fått allvarliga bottenskador i förskeppet. Massalasten svällde på grund av det inträngande vattnet och hotade att spränga sönder fartyget, varför man tvingades att spränga en del svällande massabalar med dynamit. Efter ett par veckors arbete lyckades bärgningsångarna föra Anten till Stockholm. På vägen dit råkade Anten ut för en ny grundkänning vid Värtahamnen utanför Lidingö värdshus, varvid den provisoriska tätningen revs upp och ettans (förliga) lastrum vattenfylldes.
Lossningen av lasten blev mycket besvärlig, då den svullna lasten hade utvidgat sig så mycket att man tvingades att använda både gas och dynamit. Genom den svällande lasten blev ångarens mellandäck deformerat. Anten reparerades senare i Göteborg. Under reparationen dödades en timmerman av en nedfallande däcksbalk.
Den samtidigt med Anten 1940 sänkta ångaren Tymeric hade en besättning av 70 man, mestadels indier. Tymerics föregångare i rederiet sänktes 1914 i Indiska oceanen av den tyska kryssaren Emden med 4000 ton socker, sedan tyskarna provianterat tillräckligt ut Tymerics last av sydfrukter och socker.

## Torpederingen
På sin resa från Liverpool till Kapstaden ingick Anten på väg ut från England i konvojen OB-244. Den 23 november, ett par dagar efter avgången från England, utsattes konvojen  för ett anfall av den tyska ubåten U 123. Brittiska ångarna Tymeric och Blairesk sjönk omedelbart vid torpederingen och de överlevande i besättningarna överfördes till Anten som klockan 09,14 träffades midskepps av en torped, men höll sig flytande  och drev ostvart. Senare bärgades från Anten både 32 man från ångarens egen besättning och de brittiska besättningarna av HMS Sandwich som förde dem till Liverpool, dit de anlände den 27 november. Anten sjönk två dagar senare vid 57°15′N 17°40′V / 57.250°N 17.667°V. Vid sänkningen omkom Antens förste styrman Anders Ivar Andersson. Antens besättning mönstrade sedan på andra fartyg utanför Skagerackspärren. Kapten Nordin omkom 1943 som befälhavare på rederiets krigsförlista motorfartyg M/S Vaalaren, likaså Antens donkeyman A.G. Pettersson, vilken mönstrat som tredje maskinist på Vaalaren.

## Omkomna
Förste styrman Anders Ivar Andersson, Göteborg